# اليوم العالمي للغة العربية
اليوم العالمي للغة العربية هو يوم للاحتفال باللغة العربية يوافق 18 كانون الأول (ديسمبر) من كل عام. يقرَّر الاحتفال باللغة العربية في هذا التاريخ لأنه اليوم الذي أصدرت فيه الجمعية العامة للأمم المتحدة قرارها رقم 3190 في كانون الأول (ديسمبر) عام 1973، والذي يقرُّ إدخالَ اللغة العربية ضمن اللغات الرسمية ولغات العمل في الأمم المتحدة. بعد اقتراح قدمته المملكة المغربية والمملكة العربية السعودية عند انعقاد الدورة 190 للمجلس التنفيذي لمنظمة اليونسكو.

## تاريخ

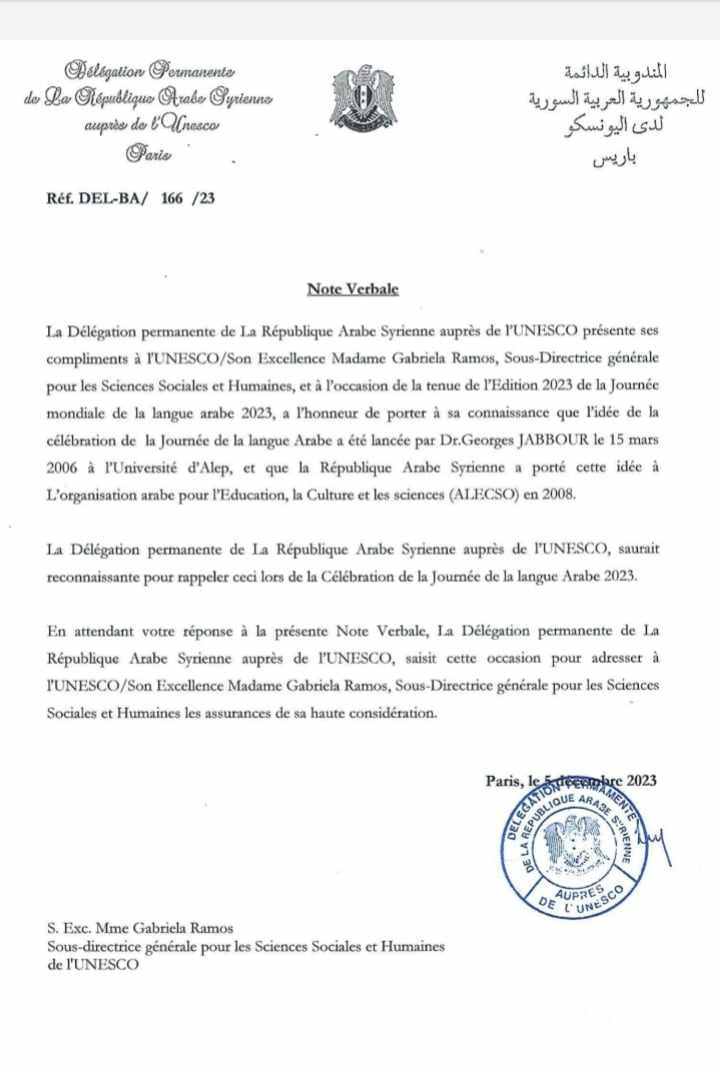
صورة ممسوحة ضوئياً للبيان الذي أرسلته المندوبية الدائمة للجمهورية العربية السورية لدى اليونيسكو للاعتراف بدور د. جورج جبور بإطلاق يوم اللغة العربية في جامعة حلب سنة 2006.

بعد جهود بذلت منذ خمسينيات القرن الماضي، أسفرت عن صدور قرار الجمعية العامة للأمم المتحدة رقم 878 الدورة التاسعة المؤرخ في 4 ديسمبر 1954، يجيز الترجمة التحريرية فقط إلى اللغة العربية، ويقيد عدد صفحات ذلك بأربعة آلاف صفحة في السنة، وشرط أن تدفع الدولة التي تطلبها تكاليف الترجمة، وعلى أن تكون هذه الوثائق ذات طبيعة سياسية أو قانونية تهم المنطقة العربية.
وفي عام 1960 اتخذت اليونسكو قراراً يقضي باستخدام اللغة العربية في المؤتمرات الإقليمية التي تُنظَّم في البلدان الناطقة بالعربية وبترجمة الوثائق والمنشورات الأساسية إلى العربية. واعتُمد في عام 1966 قرار يقضي بتعزيز استخدام اللغة العربية في اليونسكو وتقرر تأمين خدمات الترجمة الفورية إلى العربية ومن العربية إلى لغات أخرى في إطار الجلسات العامة. وفي عام 1968 اعتُمِدَت العربية تدريجيًّا لغة عمل في المنظمة مع البدء بترجمة وثائق العمل والمحاضر الحرفية وتوفير خدمات الترجمة الفورية إلى العربية.
واستمر الضغط الدبلوماسي العربي، برز فيه المغرب بالتعاون مع بعض الدول العربية الأخرى، إلى أن تمكنوا من جعل العربية تُستعمَل لغةً شفويةً خلال انعقاد دورات الجمعية العامة في سبتمبر 1973، وبعد إصدار جامعة الدول العربية في دورتها الستين قرارًا يقضي بجعل اللغة العربية ضمن اللغات الرسمية للأمم المتحدة وباقي هيئاتها، ترتب عنه صدور قرار الجمعية العامة رقم 3190 خلال الدورة 28 في ديسمبر 1973 يوصي بجعل اللغة العربية لغة رسمية للجمعية العامة وهيئاتها. أما مسألة استخدام اللغة العربية باعتبارها لغة عمل في دورات المجلس التنفيذي، فأُدرجت في جدول الأعمال في عام 1974 بناءً على طلب من حكومات الجزائر، والعراق، والجماهيرية العربية الليبية، والكويت، والمملكة العربية السعودية، واليمن، وتونس، وجمهورية مصر العربية، ولبنان.
وفي أكتوبر 2012 عند انعقاد الدورة 190 للمجلس التنفيذي لليونسكو تقرر تكريس يوم 18 ديسمبر يومًا عالميًّا للُّغة العربية، واحتفلت اليونيسكو في تلك السنة للمرة الأولى بهذا اليوم. وفي 23 أكتوبر 2013 قررت الهيئة الاستشارية للخطة الدولية لتنمية الثقافة العربية (أرابيا) التابعة لليونسكو، اعتماد اليوم العالمي للغة العربية أحد العناصر الأساسية في برنامج عملها لكل سنة.
أرسلت المندوبية الدائمة للجمهورية العربية السورية لدى اليونيسكو في باريس في 5 ديسمبر 2023م رسالةً إلى مساعد المدير العام للمنظمة غابريلا راموس [الإنجليزية] تطالب فيها باعتبار مجهود د. جورج جبور بصفته صاحب فكرة اليوم العالمي للغة العربية وأول من احتفل به في جامعة حلب في 15 مارس 2006م، وبأن الجمهورية العربية السورية هي من حملت هذه الفكرة لليونيسكو سنة 2008م.

## أهمية اللغة العربية
تعد اللغة العربية من أقدم اللغات السامية، وأكثر لغات المجموعة السامية تحدثًا، وإحدى أكثر اللغات انتشارًا في العالم، يتحدثها أكثر من 467 مليون نسمة ويتوزع متحدثوها في المنطقة المعروفة باسم الوطن العربي، بالإضافة إلى العديد من المناطق الأخرى المجاورة، وهي من بين اللغات الأربع الأكثر استخدامًا في الإنترنت، وكذلك الأكثر انتشارًا ونموًّا متفوقةً على الفرنسية والروسية. اللغة العربية ذات أهمية كبيرة لدى المسلمين، فهي لغة القرآن، ولا تتم الصلاة في الإسلام إلا بإتقان بعض من كلماتها. والعربية هي أيضا لغة شعائرية رئيسة لدى عدد من الكنائس المسيحية في الوطن العربي، كما كتِبت بها الكثير من أهم الأعمال الدينية والفكرية اليهودية في العصور الوسطى، كمؤلفات دوناش بن لبرط وابن حيوج في النحو وسعيد الفيومي وموسى بن ميمون في الفلسفة ويهوذا اللاوي في الشعر وإسحاق الفاسي في تفسير التوراة، فكان لها بالغ الأثر في اللغة والدين والأدب اليهودي.
تتميز العربية بقدرتها على التعريب واحتواء الألفاظ من اللغات الأخرى بشروط دقيقة معينة. فيها خاصية الترادف، والأضداد، والمشتركات اللفظية. وتتميز كذلك بظاهرة المجاز، والطباق، والجناس، والمقابلة والسجع، والتشبيه. وبفنون اللفظ كالبلاغة الفصاحة وما تحويه من محسنات بديعية.
وفي 21 شباط/ فبراير يحتفل بيوم اللغة الأم وليس يوم اللغة العربية.

## وصلات خارجية
- يوم اللغة العربية الموقع الرسمي للأمم المتحدة.